# VEWLIX
VEWLIX（ビュウリックス）は、タイトーが2007年に発売したアーケードゲーム用汎用筐体。この筐体でゲームをプレイするには別途アーケードゲーム基板および対応ソフトを組み込む必要があり、VEWLIX単体でゲームをプレイすることはできない。
画面に薄型の液晶ディスプレイを備えることで、従来の同種筐体に比べ省スペース、省電力化を図っている。また近年の主流となっているネットワークサービスやICカードを使用したゲームにも対応するなど、将来的な拡張性も備えている。

## 特徴
長年の間、ビデオゲーム汎用筐体の主流は29インチブラウン管型ディスプレイであったが、VEWLIXは解像度1366ドット×768ドットの32インチワイド液晶ディスプレイを搭載。Taito Type Xシリーズ対応筐体として、Taito Type Xシリーズが持つ高画質な16:9ワイド画面映像をそのまま表示させることができるほか、従来の4:3画面の映像も表示させることができる。
また画面は90°回転させることができるため、シューティングゲームをはじめとした縦画面専用コンテンツにも対応することができる。この機能は他の大手メーカー製の液晶汎用筐体（「リンドバークユニバーサルキャビネット」（セガ・インタラクティブ）、「ノアールキャビネット」「ブランクキャビネット」（ともにバンダイナムコエンターテインメント）、「ウイニングイレブン筐体」（コナミアミューズメント）など）には無い、唯一のアドバンテージである。この機能を生かしNESiCAxLive縦画面専用機もリリースしている。またタイトーテックよりリリースされている、所謂旧JAMMA規格の基板が接続可能になる専用の旧JAMMA KITを取り付けることにより、過去の縦画面基板を接続と出力、稼働させることも可能。
他にネットワークポートを背面に装備しておりNESYSなどのネットワークサービスにも接続でき、またオプションを装備することでICカード対応コンテンツや電子マネーにも対応することができるなど、将来的な拡張性にも富んでいる。
上述の通り、本来はTaito Type Xシリーズ対応筐体であるが、JVS規格こと新JAMMAビデオ規格に準拠しているため、同規格に対応したアーケードゲーム基板であれば同社他社を問わず本機に搭載することができる。

## 製品ラインナップ
VEWLIX F
最初に発売された製品。発売当初モデル名は付いていなかったが、下記ラインナップの追加によりモデル名が追加された。倍速液晶パネルを使用しているため、液晶パネルの欠点である残像感を大幅に低減し、動きの早いゲームでもストレスなく見ることができる。他にも高級感のある部品を使用しており最上位機種の位置付けとなっている。
2010年6月にHORIからこのモデルを一般販売する計画が発表されたが、プレオーダーの数が少ないことから中止されている。VEWLIX Cは、ストリートファイターIVと同時に販売されたFのカスタムモデルであり、コンパネのロゴがTAITOの代わりにCAPCOMに差し替え、専用カードリーダー有りなどの差異がある。
VEWLIX L
2008年に追加されたラインナップ。上記製品から液晶パネルが安価なものに変更されているため、残像感はVEWLIX Fに比べると目立つ。他にもFでは搭載していたインスト部・コンパネ帯インスト部の照明や、JVS電源を未搭載にしたりと部品点数を見直し、また使用材料を見直すことにより徹底したコストカットで低価格化を実現した。（この後期バージョンのコストカットは、かつてのタイトーの筐体であったMT-6→MM-5やイーグレット29のDX・スタンダードでも行われていた）ただし基本的な機能はVEWLIX Fと同等であり、オプションで販売されている倍速液晶パネルに交換することで、VEWLIX F相当の性能にすることができる。（JVS電源を未搭載にした理由はTAITO TYPE XにはJVS電源が不要であり、事実上のTYPE X専用機として販売した為。）
VEWLIX VS
同じく2008年に追加されたラインナップで、VEWLIX Lを2台背中合わせにくっつけたようなデザインをしている、2人同時プレイに対応した筐体。対戦型格闘ゲーム等で一般的となっている、1つのゲームソフトを使用し2人で対戦プレイをするような運用に適している。近年でこのようなタイプの汎用筐体はセガの「VERSUS CITY」筐体しか無かった。
VEWLIX ◆（ビュウリックス ダイヤ）
2010年に追加されたラインナップ。ベース機は、Lを基にしている為、インスト部の照明は未搭載の上、JVSIO基板を未搭載にした。NESiCAxLiveへの最適化が図られており、高速描画対応液晶パネルが搭載されている。プレイ時の入力遅延を限りなくゼロにする高速I/Oインターフェースは付属していないので、NESiCA×Live購入時に付属されているものを使用し取り付ける必要がある。
VEWLIX ◆ BLACK（ビュウリックス ダイヤ ブラック）
黒い外装が特徴。VEWLIX ◆をベースにディスプレイに視野角が広く応答速度も高いAHVAパネルを採用。マジシャンズデッド専用で出荷された外装がオレンジのバージョンも存在する。

## 主な対応ソフト

### タイトー
- バトルファンタジア（開発元：アークシステムワークス）
- KOF MAXIMUM IMPACT REGULATION "A"（開発元：SNKプレイモア）
- ハーフライフ2サバイバーSD
※ VEWLIX流用の専用筐体。別売の改造キットを使用することでVEWLIXとして運用することが可能。
- サムライスピリッツ閃（開発元：SNKプレイモア）
- 旋光の輪舞 Dis-United Order（開発元：グレフ）
- トラブル☆ウィッチーズAC 〜アマルガムの娘たち〜（開発元：冒険企画局）
- THE KING OF FIGHTERS '98 ULTIMATE MATCH（開発元：SNKプレイモア）
- KOF SKY STAGE（開発元：MOSS／SNKプレイモア）
- THE KING OF FIGHTERS XIII CLIMAX（開発元：SNKプレイモア）

### カプコン
- ストリートファイターIV
- ストリートファイターV タイプアーケード

### エイエムアイ
- BLAZBLUE（開発元：アークシステムワークス）
- BLAZBLUE -CONTINUUM SHIFT-（開発元：アークシステムワークス）
- BLAZBLUE -CONTINUUM SHIFT II-（開発元：アークシステムワークス）
- THE KING OF FIGHTERS XII（開発元：SNKプレイモア）

## その他
- ウェーブより、「メモリアルゲームコレクション」シリーズとしてVEWLIX筐体の1/12プラモデルが、5種類発売されている[7]。